# 8 Korpus Armijny (Imperium Rosyjskie)
8 Korpus Armijny (ros. 8-й армейский корпус) – jeden ze związków operacyjno-taktycznych  Imperium Rosyjskiego w czasie I wojny światowej.
Sformowany 1 listopada 1876. W 1914 wchodził w skład Odeskiego Okręgu Wojskowego, sztab korpusu stacjonował w Odessie. Rozformowany na początku 1918.

## Struktura organizacyjna
Organizacja w 1914
- dowództwo i sztab – Odessa
- 14 Dywizja Piechoty
- 15 Dywizja Piechoty
- 4 Brygada Strzelców
- 8 Dywizja Kawalerii
- 8 dywizjon artylerii haubic (8-й мортирно-артиллерийский дивизион)
- 11 batalion saperów

## Podporządkowanie
W okresie I wojny światowej 8 Korpus Armijny wchodził w skład armii:
- 8 Armii (2 sierpnia 1914 – 15 września 1916)
- 11 Armii (od 20 czerwca 1916)
- Armii Specjalnej (1 – 28 października 1916)
- 9 Armii (od 1 listopada 1916)
- 4 Armii (22 grudnia 1916 – grudzień 1917)

## Dowódcy
Dowódcy 8 Korpusu Armijnego:
- gen. piechoty N. S. Ganiecki (wrzesień 1878 – maj 1882)
- gen. lejtnant P. F. Rerberg (lipiec 1885 – maj 1893)
- gen. lejtnant S. M. Myłow (styczeń 1901 – maj 1905)
- gen. lejtnant A. P. Skugarewskij (maj 1905 – grudzień 1906)
- gen. piechoty  I. A. Romanienko (styczeń 1907 – lipiec 1914)
- gen. lejtnant R. D. Radko-Dmitriew (lipiec – wrzesień 1914)
- gen. piechoty   N. A. Orłow (październik – grudzień 1914)
- gen. lejtnant W. M. Dragomirow (grudzień 1914 – marzec 1915)
- gen. lejtnant N. M. Bataszew (marzec – sierpień 1915)
- gen. lejtnant W. M. Dragomirow (sierpień 1915 – październik 1916)
- gen. lejtnant A. I. Denikin (wrzesień 1916 – marzec 1917)
- gen. lejtnant P. N. Łomnowskij (kwiecień – lipiec 1917)
- gen. lejtnant A. G. Jełczaninow (od lipca 1917)